# Circuit de Constantina
El Circuit de Constantina és una competició ciclista d'un dia que es disputa als voltants de Constantina (Algèria). La primera edició data del 2015 ja formant part de l'UCI Àfrica Tour, amb una categoria 1.2.

## Palmarès
| Any   | Vencedor       | Segon                 | Tercer                  |
| ----- | -------------- | --------------------- | ----------------------- |
| 2015. | Azzedine Lagab | Abderrahmane Mansouri | Abderrahmane Bechlaghem |
| 2016  | Joseph Areruya | Essaïd Abelouache     | Abderrahmane Mansouri   |